# 平和島出入口

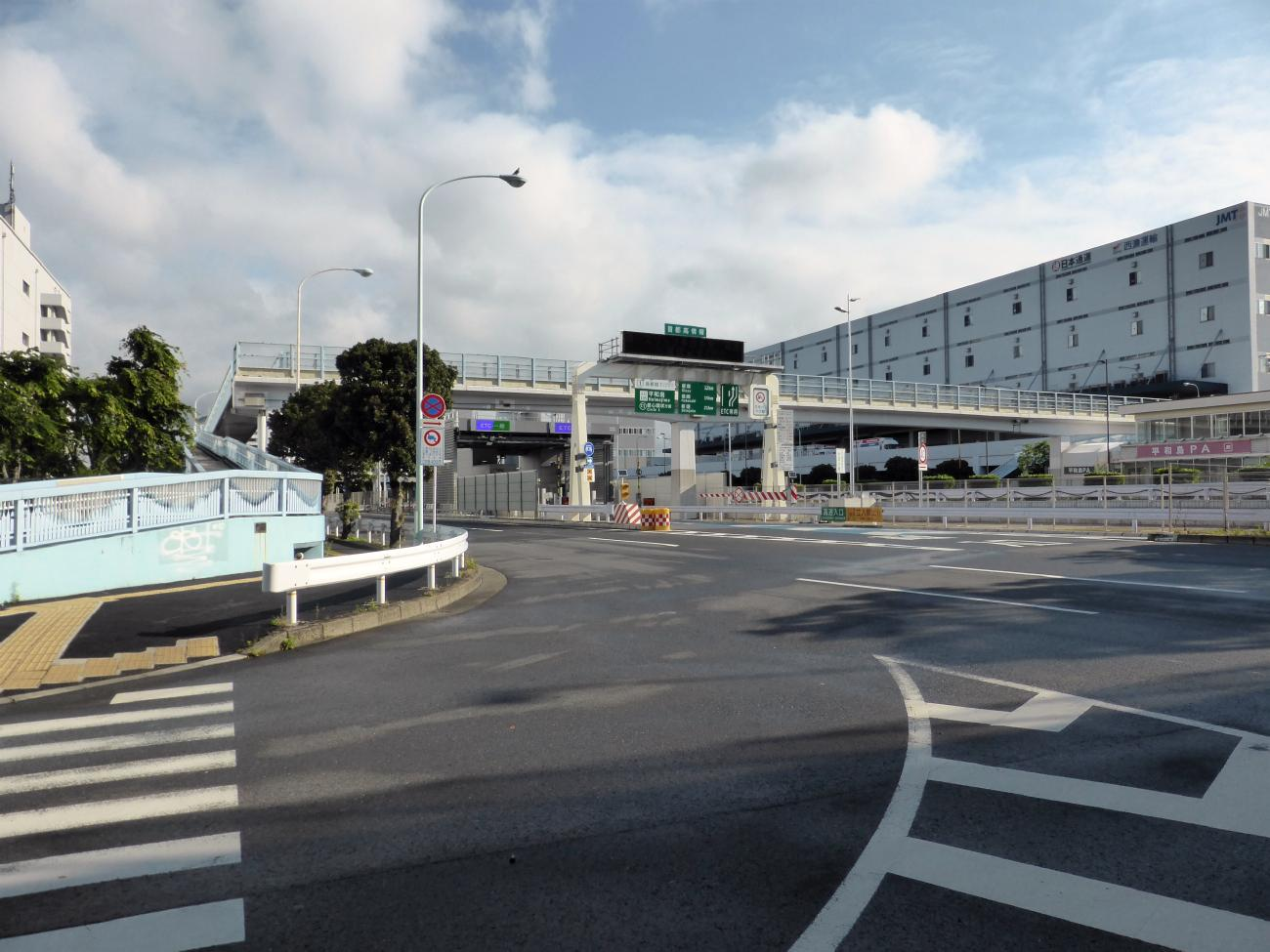
平和島入口（105）全景

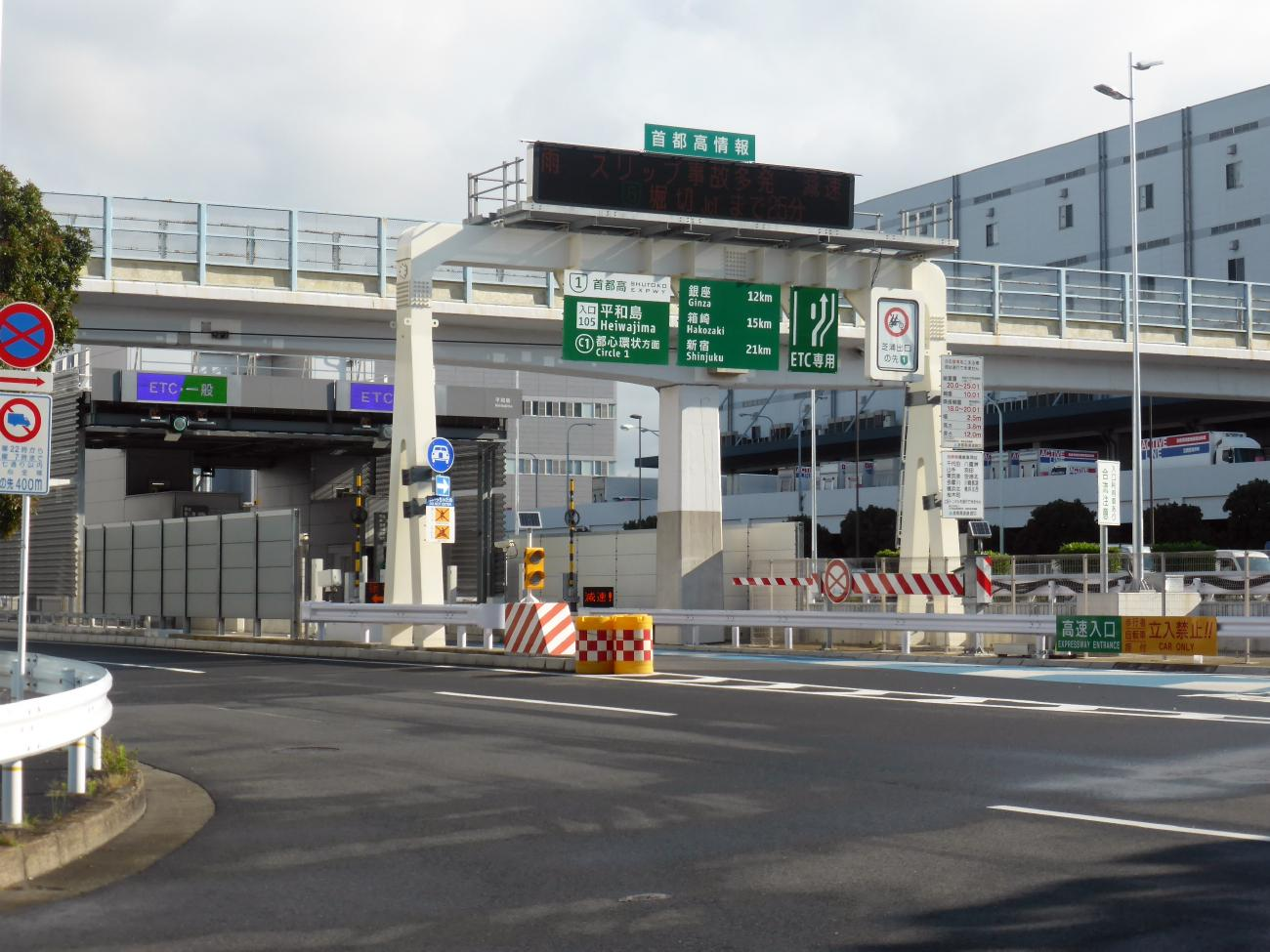
平和島料金所（上り）。箱崎まで15km、新宿までは21km。

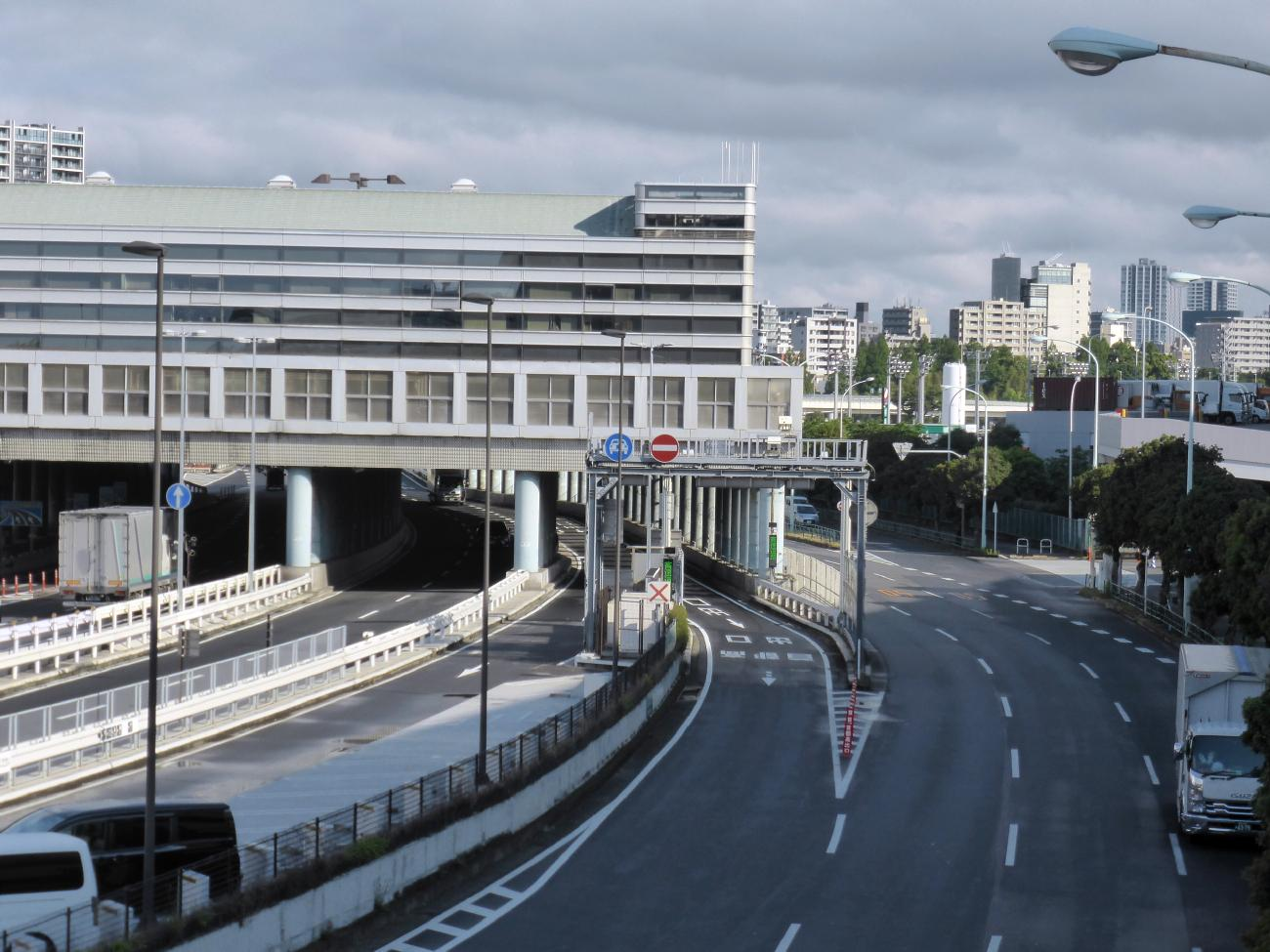
平和島出口（下り）。平和島PAの下をくぐって都道316号へ出る

平和島出入口（へいわじまでいりぐち）は、東京都大田区平和島にある首都高速1号羽田線の出入口。上下線双方の出口・入口とも設置されているフルインターチェンジである。

## 歴史
- 2018年5月 - 出口料金所の運用を停止する。

## 料金所

### 入口
- ブース数：2
  - ETC/一般：1
  - ETC：1

かつては出口にも料金所ブースが設置されていたが、羽田入口（東京方面）に料金所が設置されたことにより撤去された。

## 標識の表示
出口
- 出口 : 平和島
- 番号
  - 銀座・新宿方面 : 105
  - 大師・横浜方面 : 106
- 方面
  - 銀座・新宿方面 : 大森 昭和島 大井ふ頭
  - 大師・横浜方面 : 大森 大井ふ頭 環七通り

入口
- 入口 : 平和島
- 番号
  - 銀座・新宿方面 : 105
  - 大師・横浜方面 : 106

## 接続する道路
直接接続
- 東京都道316号日本橋芝浦大森線〈海岸通り〉

間接接続
- 東京都道318号環状七号線〈環七通り〉

## 周辺
- 東京流通センター
- 流通センター駅
- ビッグファン平和島
- 京浜トラックターミナル
- 平和の森公園
- 平和島駅
- 大田市場
- 昭和島
- 京浜島

## 備考
横浜方面はこの先に水底トンネルの羽田トンネルがあり、危険物積載車両の通行が禁止されているため、当該車両はここで流出しなければならない。

## 隣
首都高速1号羽田線
(104)鈴ヶ森出入口 - (105)平和島出入口（銀座・新宿方面） - 平和島PA - 平和島TB（廃止） - (106)平和島出入口（大師・横浜方面） - 昭和島JCT - (107)空港西出入口